# Neopenthes
Neopenthes là một chi bọ cánh cứng trong họ 
Elateridae.
Chi này được miêu tả khoa học năm 1973 bởi Kishii.

## Các loài
Các loài trong chi này gồm:
- Neopenthes horishanus (Miwa, 1929)
- Neopenthes pallidihumeralis Kishii, 1973